# Luca Antonini
Luca Antonini (Milán, 4 de agosto de 1982) es un exfutbolista italiano. Jugaba como defensa y su último equipo fue el A. C. Prato. 
Es un exjugador versátil que jugaba tanto de centrocampista así como de defensa en el extremo del ala izquierda y la derecha. Destacado en las selecciones nacionales sub-17 y sub-19. Su último club fue el Prato y actualmente se desempeña como agente de futbolistas.

## Carrera

### Inicios de su carrera
Creció en Milán en 2001, y apenas comenzó la temporada, se envió a préstamo al Prato, en la Serie C2, en 26 partidos, anotó 3 goles y obtuvo el primer lugar en la liga y la posterior promoción a la Serie C1. 
En la temporada 2002-2003 que acumuló 17 partidos y 1 gol en la Serie B con el Ancona, ganando el ascenso a la Serie A y después de la titularidad en la segunda mitad de la temporada, pasó a ser reserva. 
En el verano de 2003 se trasladó a la Sampdoria (en propiedad conjunta con el Milan), donde fue titular en sólo 7 partidos, presionado por el vicepresidente Gasbarroni que juegue por las bandas y marque goles. Al año siguiente volvió a jugar en la Serie B, de Módena, donde anotó un gol en 15 partidos. 
En agosto de 2005, Milán lo envió nuevamente a préstamo al Arezzo, donde durante la
temporada, anotó 3 goles en 39 partidos. Al final de la temporada 2005-2006 fue transferido al Siena. En el verano de 2007, Milán tomó más de la mitad pertenecen a la Sampdoria y se venden conjuntamente al Empoli, junto con otro joven, Ignazio Abate, 
también producto de las inferiores rossoneri. Antonini debutó con Empoli 
en la Copa de Europa de 20 de septiembre de 2007, en el partido de Copa 
UEFA Empoli-Zurich (2-1), que participó con un gol momentáneo 2-0 en un tiro penal en el minuto 49. Durante la temporada, que terminó con la 
descenso de los toscanos a la Serie B, fue titular indiscutido y partió haciéndose un nombre, cuando el AC Milan se interesó por él.

### Retorno al AC Milan
El 9 de junio de 2008, después de ser observado su ascendiente rendimiento, fue reincorporado a las filas del AC Milan. El 8 de diciembre el 2009 hizo su debut en la Liga de Campeones en Zúrich-Milán (1-1), buen jugado en el último día de la edición de la fase de grupos 2009-2010. Antonini se ha convertido en titular en el papel de lateral izquierdo, desplazando a experimentados titulares como Jankulovski y Oddo, y logró reunir una serie de buenos resultados para que se le ofreció una extensión de contrato hasta el 30 de junio de 2014 aceptada por el jugador. El 15 de mayo de 2010, sobre el motivo de su presencia centésima en la Serie A, marcó su primer gol en el Milan en San Siro ante la Juventus (3-0). 
En la temporada 2010- 2011 se coronó campeón de la serie A de Italia.

### Llegada al Genoa
Al inicio de la temporada 2013-14, Antonini fue traspasado al Genoa C.F.C. como parte de pago por el centrocampista Valter Birsa que se trasladó al club rossonero. Hizo 26 apariciones en la Serie A, anotando dos goles en su primera temporada con el "Grifone". En la siguiente temporada, hizo sólo siete apariciones y luego fue puesto en libertad por el club de Génova.

### Desembarco en el Ascoli
A mediados del 2015, teniendo el pase en su poder, se confirma su arribo al Ascoli, para disputar la Serie B (Italia).

## Clubes
| Club             | País   | Año             |
| ---------------- | ------ | --------------- |
| AC Milan         | Italia | 1999 - 2001     |
| Prato (cedido)   | Italia | 2001 - 2002     |
| Ancona (cedido)  | Italia | 2002 - 2003     |
| Sampdoria        | Italia | 2003 - 2004     |
| Modena (cedido)  | Italia | 2004            |
| Pescara (cedido) | Italia | 2005            |
| Arezzo (cedido)  | Italia | 2005 - 2006     |
| Siena (cedido)   | Italia | 2006 - 2007     |
| Empoli           | Italia | 2007 - 2008     |
| AC Milan         | Italia | 2008 - 2013     |
| Genoa            | Italia | 2013 - 2015     |
| Ascoli           | Italia | 2015 - Presente |

## Estadísticas
Actualizado el 19 de octubre de 2015
| AC Milan · Italia | 2000/01             | 1.ª                 | 0   | 0  | 0  | 0 | 0  | 0 | 0   | 0  |
| AC Milan · Italia | Total               | Total               | 0   | 0  | 0  | 0 | 0  | 0 | 0   | 0  |
| Prato · Italia | 2001/02             | 4.ª                 | 26  | 3  | 4  | 0 | -  | - | 30  | 3  |
| Prato · Italia | Total               | Total               | 26  | 3  | 4  | 0 | -  | - | 30  | 3  |
| Ancona · Italia | 2002/03             | 2.ª                 | 17  | 1  | 2  | 0 | -  | - | 19  | 1  |
| Ancona · Italia | Total               | Total               | 17  | 1  | 2  | 0 | -  | - | 19  | 1  |
| Sampdoria · Italia | 2003/04             | 1.ª                 | 3   | 0  | 4  | 1 | -  | - | 7   | 1  |
| Sampdoria · Italia | Total               | Total               | 3   | 0  | 4  | 1 | -  | - | 7   | 1  |
| Modena · Italia | 2004                | 2.ª                 | 15  | 1  | 0  | 0 | -  | - | 15  | 1  |
| Modena · Italia | Total               | Total               | 15  | 1  | 0  | 0 | -  | - | 15  | 1  |
| Pescara · Italia | 2005                | 2.ª                 | 22  | 3  | -  | - | -  | - | 22  | 3  |
| Pescara · Italia | Total               | Total               | 22  | 3  | -  | - | -  | - | 22  | 3  |
| Arezzo · Italia | 2005/06             | 2.ª                 | 39  | 3  | 1  | 0 | -  | - | 40  | 3  |
| Arezzo · Italia | Total               | Total               | 39  | 3  | 1  | 0 | -  | - | 40  | 3  |
| Siena · Italia | 2006/07             | 1.ª                 | 32  | 3  | 2  | 0 | -  | - | 34  | 3  |
| Siena · Italia | Total               | Total               | 32  | 3  | 2  | 0 | -  | - | 34  | 3  |
| Empoli · Italia | 2007/08             | 1.ª                 | 32  | 0  | 2  | 1 | 2  | 1 | 36  | 2  |
| Empoli · Italia | Total               | Total               | 32  | 0  | 2  | 1 | 2  | 1 | 36  | 2  |
| AC Milan · Italia | 2008/09             | 1.ª                 | 11  | 0  | 1  | 0 | 6  | 0 | 18  | 0  |
| AC Milan · Italia | 2009/10             | 1.ª                 | 22  | 1  | 1  | 0 | 2  | 0 | 25  | 1  |
| AC Milan · Italia | 2010/11             | 1.ª                 | 22  | 0  | 4  | 0 | 6  | 0 | 32  | 0  |
| AC Milan · Italia | 2011/12             | 1.ª                 | 20  | 0  | 3  | 0 | 4  | 0 | 27  | 0  |
| AC Milan · Italia | 2012/13             | 1.ª                 | 6   | 0  | 1  | 0 | 2  | 0 | 9   | 0  |
| AC Milan · Italia | Total               | Total               | 81  | 1  | 10 | 0 | 20 | 0 | 111 | 1  |
| Genoa · Italia | 2013/14             | 1.ª                 | 26  | 2  | 0  | 0 | -  | - | 26  | 2  |
| Genoa · Italia | 2013/14             | 1.ª                 | 7   | 1  | 1  | 0 | -  | - | 8   | 1  |
| Genoa · Italia | Total               | Total               | 33  | 3  | 1  | 0 | -  | - | 34  | 3  |
| Total en su carrera | Total en su carrera | Total en su carrera | 300 | 18 | 26 | 2 | 22 | 1 | 348 | 21 |
| (1)Incluye Copa Italia, Supercopa de Italia y Coppa Italia Lega Pro (2001/02). (2)Incluye Liga de Campeones de la UEFA y Liga Europea de la UEFA. |                     |                     |     |    |    |   |    |   |     |    |

## Palmarés

### Campeonatos nacionales
| Nombre              | Club     | País   | Año     |
| ------------------- | -------- | ------ | ------- |
| Serie A             | AC Milan | Italia | 2010/11 |
| Supercopa de Italia | AC Milan | Italia | 2011    |

- Datos: Q309762
- Multimedia: Luca Antonini / Q309762